# Biserica romano-catolică „Sf. Mihail” din Mihăileni
Biserica romano-catolică „Sf. Mihail” din Mihăileni este un ansamblu de monumente istorice aflat pe teritoriul satului Mihăileni; comuna Mihăileni, județul Harghita.
Ansamblul este format din următoarele monumente:
- Biserica romano-catolică „Sf. Mihail” (cod LMI HR-II-m-A-12875.01)
- Zid de incintă (cod LMI HR-II-m-A-12875.02)

Biserica a fost construită, potrivit lui Miklós Endes, în anul 1198. Ea a menționată, împreună cu localitatea, pentru prima oară în hrisoave, în 1332 de S. Michaele. Ea are elemente arhitecturale romanice, gotice și baroce. 
În timpul atacurilor turco-tătărești din 1661, biserica și turnul au suferit pagube importante. Unul dintre clopotele turnului a fost turnat în 1666. În 1694 tătarii au atacat pentru ultima dată satul Mihăileni, turnul bisericii fiind din nou stricat de ei. La începutul sec. XVIII, turnul a fost reconstruit. Zidul bisericii datează din sec. XVII și are 3 m înălțime. Prima renovare a avut loc in 1552, sub supravegherea lui Balázs Orbán, în anul 1819, apoi în 1859, sub Benkő Károly (acesta primind permisiunea episcopului Ignác Szepesy, în 1823).
Biserica catolică are forma poligonală, cu o absidă închisă, lungimea ei fiind de 10,3 m, lățimea de 6,6 m și se închide cu trei laturi ale octogonului. Pe unul din pereții interiori se vede stema sculptată a nobilului Hontpázmány și cea a voievodului ardelean Ioan Szentgyörgy. Gravura bisericii are două colțuri închise, cu un scut sculptat ce Îl înfățișează Hristos suferind, iar o altă emblemă are forma trandafirului, reprezentând-o pe Fecioara Maria. Fragmentele de frescă din legenda Sfântului Ladislau recent descoperite pot fi văzute. 
Lungimea navei este de 10,20 metri lățime și de 6,60 metri lățime. Colțurile de sud-vest și de nord-vest ale navei sunt sprijinite de piloni grei. La sud, este atașată o aripă laterală. Colțurile sanctuarului, ce se termină cu cele cinci laturi ale octogonului, sunt întărite de stâlpi, cu trei ferestre semicirculare. 
Prima descriere detaliată a clădirii monumentului datează din 1929, de la József Sebestyén.

## Galerie

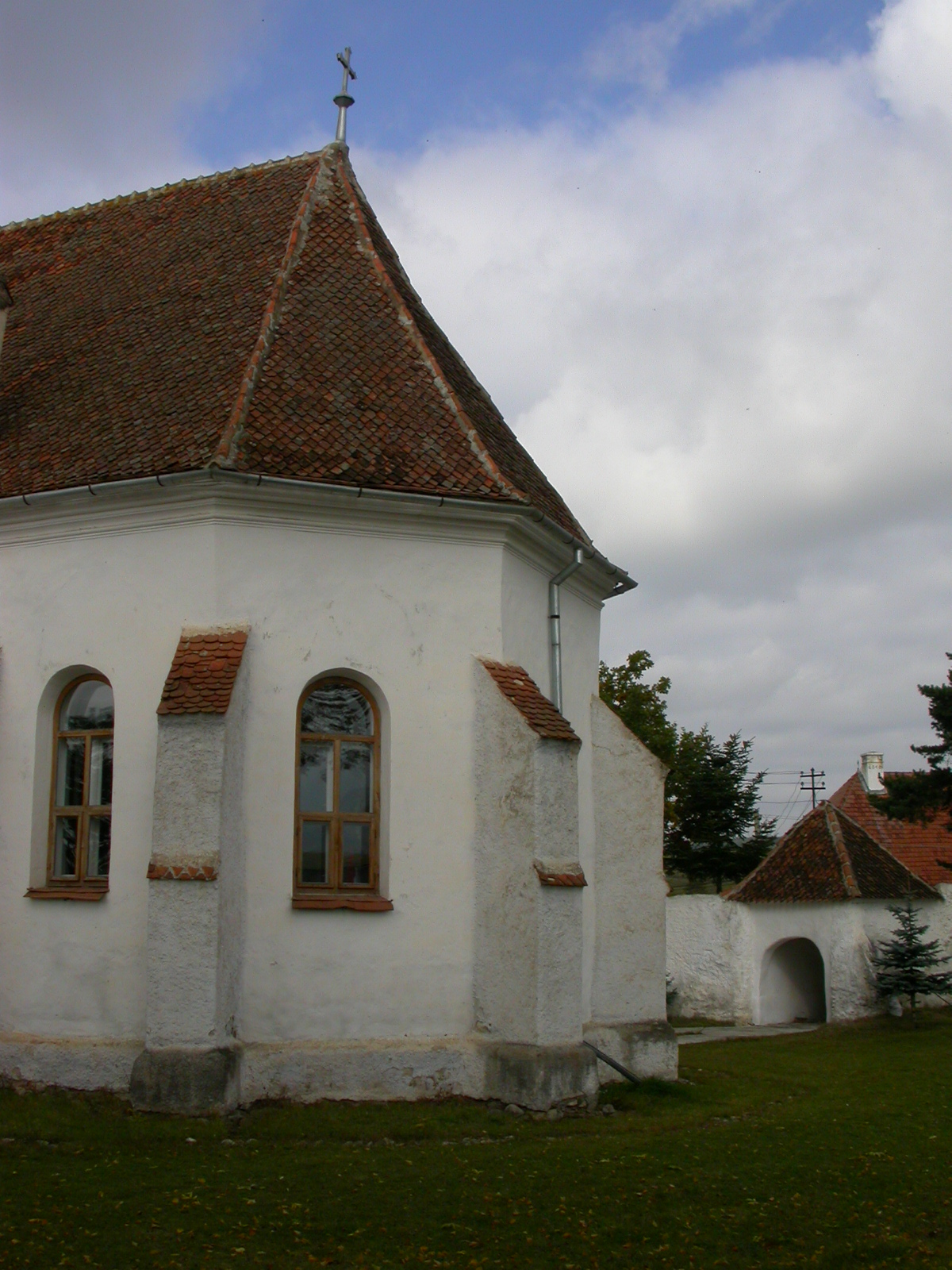
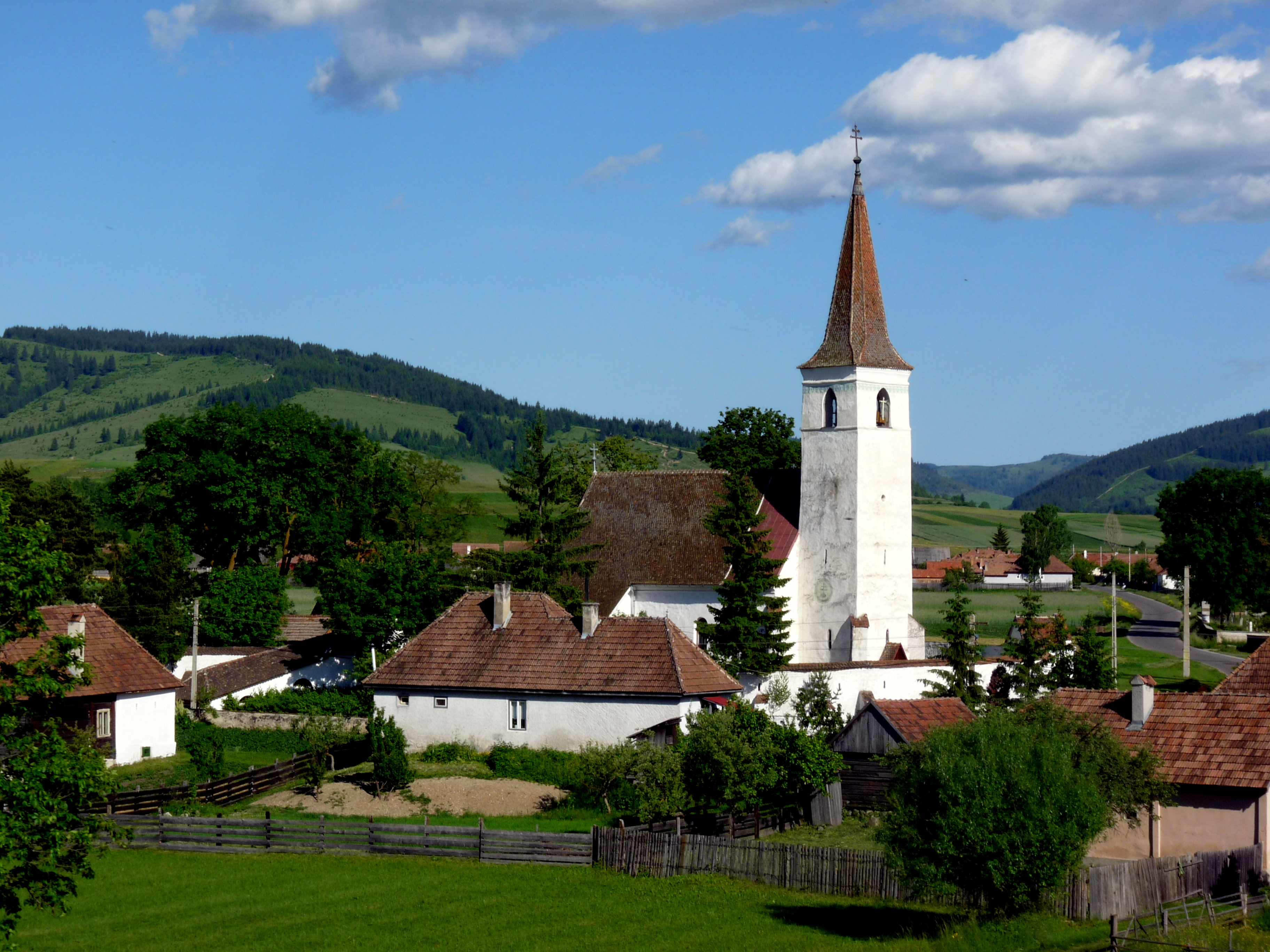
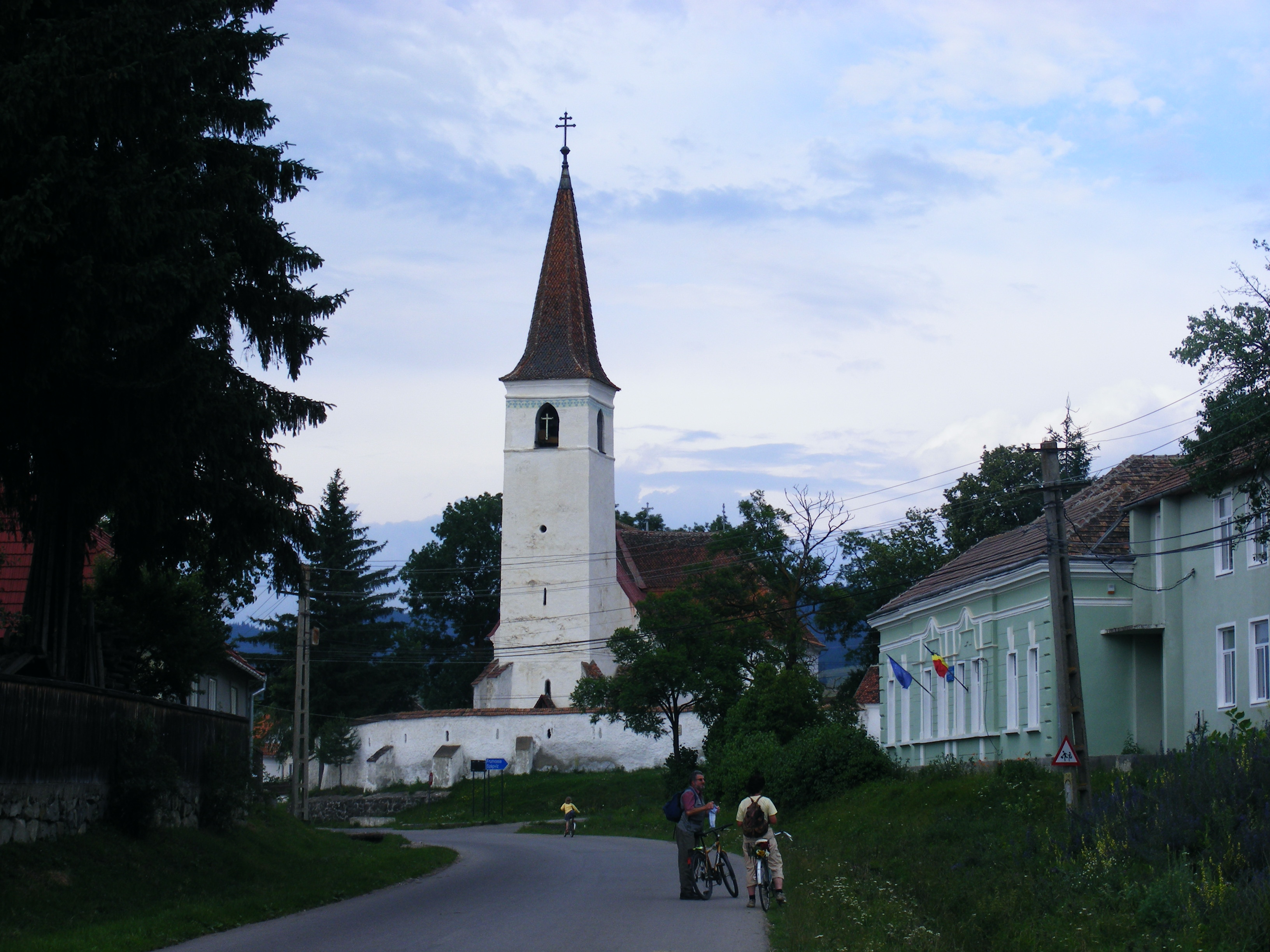
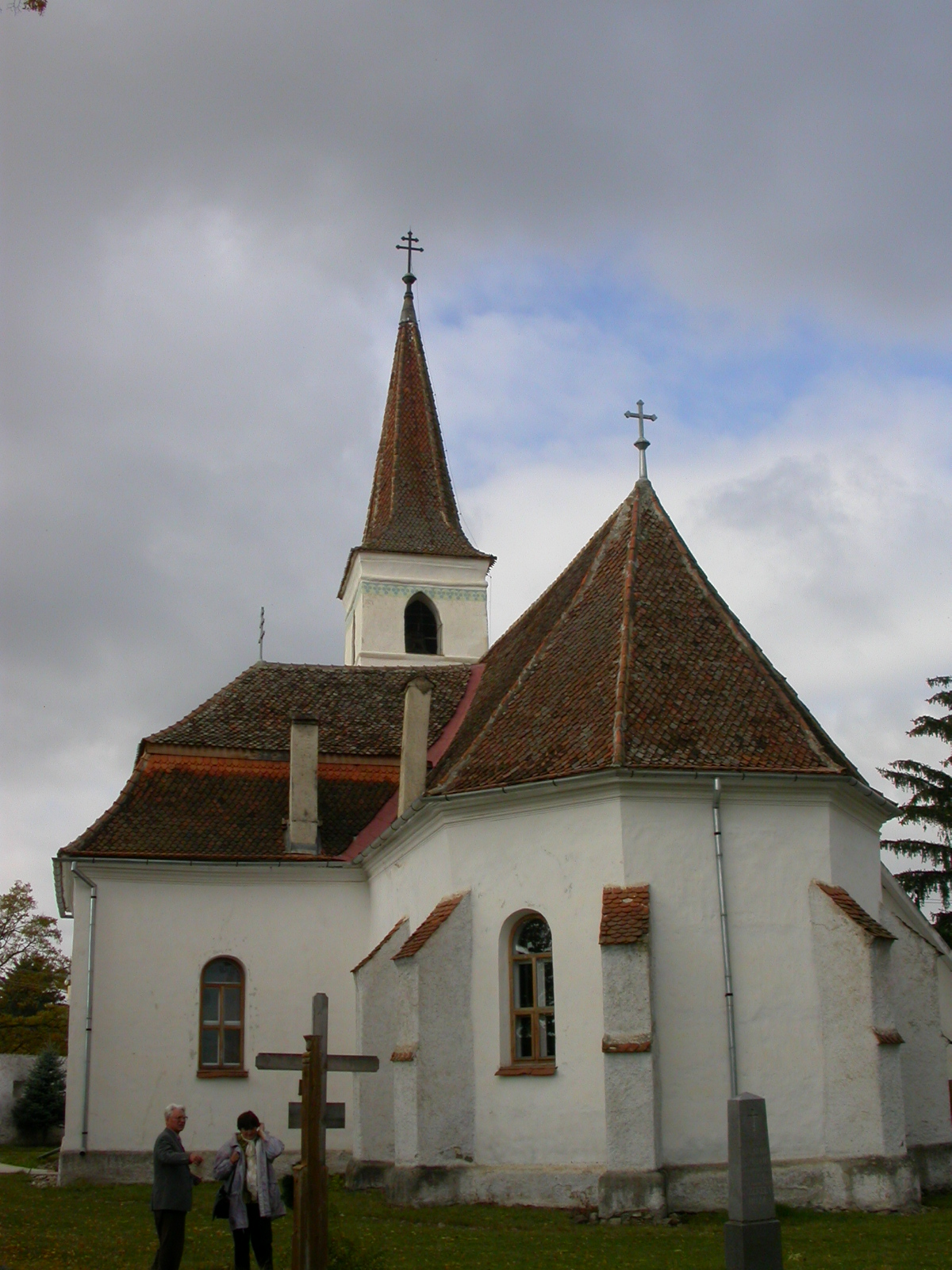